# José Neris
José Pablo Neris Figueredo (Montevideo, 13 marzo 2000) è un calciatore uruguaiano, attaccante del Montevideo City Torque in prestito dal Colón (SF).

## Carriera

### Club
Cresciuto nel settore giovanile del River Plate (M), ha esordito in prima squadra il 20 agosto 2017 in occasione del match di campionato vinto 4-0 contro il Liverpool (M).
Dopo una breve esperienza all'Albion in prestito nel 2022, in cui realizza dieci reti in 32 partite, il 6 gennaio 2023 viene acquistato a titolo definitivo dal Colón (SF).

### Nazionale
Ha giocato nelle nazionali giovanili uruguaiane Under-17 ed Under-20.